# فرازدين (مقاطعة سابقة)
مقاطعة فرازدين (بالكرواتية: Varaždinska županija، وبالمجرية: Varasd vármegye)، كانت مقاطعة سابقة ضمن المملكة الكرواتية السلافونية؛ والتي كانت ضمن الجزء المجري ضمن الإمبراطورية النمساوية المجرية.